# Bettenried
Bettenried (mundartlich: Beatəriəd, Petərid (veraltet)) ist ein Gemeindeteil der Gemeinde Ofterschwang im bayerisch-schwäbischen Landkreis Oberallgäu.

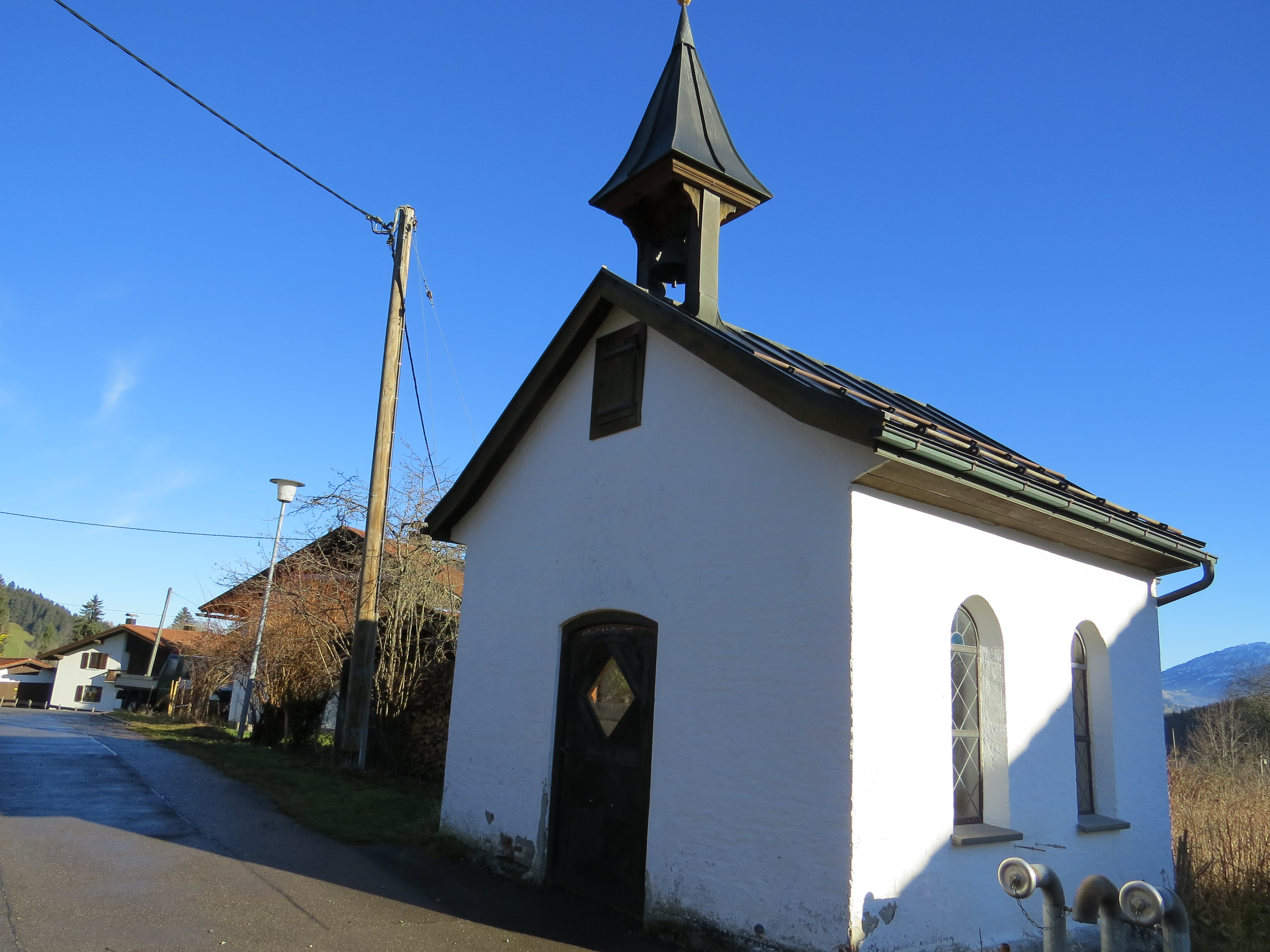
Marienkapelle in Bettenried

## Geographie
Das Dorf liegt circa einen Kilometer nördlich des Hauptorts Ofterschwang am Fuße des Ofterschwanger Horns.

## Ortsname
Der Ortsname stammt vom Personennamen Petto bzw. Betto und bedeutet zusammen mit dem Grundwort ried für Rodesiedlung Rodesiedlung des Bette. Historisch wird der Ort auch als Petterried oder Petersried genannt.

## Geschichte
Bettenried wurde erstmals urkundlich im Jahr 1451 erwähnt, als zwei rothenfelsische Familien mit 16 Seelen ze Bettenried leben. Bis in das 18. Jahrhundert ist die gängige Form für den Ort Petterried. Im Jahr 1825 fand die Vereinödung Bettenrieds statt. Die Marienkapelle wurde im Jahr 1856 neu gebaut.

## Baudenkmäler
Siehe: Liste der Baudenkmäler in Bettenried